# Pruvotfolia longicirrha
Pruvotfolia longicirrha is een slakkensoort uit de familie van de Facelinidae. De wetenschappelijke naam van de soort is voor het eerst geldig gepubliceerd in 1906 door Elliot.